# Michael Herman
Michael Robert Herman (* 6. November 1942 in New York; † 2. November 2000 in Paris) war ein französischer Mathematiker, der sich mit dynamischen Systemen beschäftigte.

## Leben
Herman ging in Frankreich zur Schule und studierte an der École polytechnique bei Laurent Schwartz. Er promovierte 1976 an der Universität Paris-Süd (Univ. Paris XI) in Orsay bei Harold Rosenberg (Sur la conjugaison differentiable des diffeomorphismes du cercle a des rotations). Herman leitete ein bekanntes Seminar über dynamische Systeme in Paris an der École Polytechnique und war Mitgründer und Herausgeber der Zeitschrift „Ergodic Theory and Dynamical Systems“.
Herman wurde durch seine Arbeiten über die Linearisierung von Diffeomorphismen des Kreises bekannt, untersuchte invariante Kurven von Twist-Diffeomorphismen, Probleme der „Kleinen Nenner“ (Small Divisors), Konstruktion invarianter Tori bei quasiperiodischer Bewegung. In der Komplexen Dynamik ist der Herman-Ring (auch als Arnold-Herman-Ring bezeichnet) nach ihm benannt. 
Er war Invited Speaker auf dem Internationalen Mathematikerkongress (ICM) in Helsinki 1978 (Resultats recents sur la conjugaison differentiable) und in Berlin 1998 (Some open problems in dynamical systems). 1976 erhielt er den Salem-Preis.
Zu seinen Doktoranden zählt der Fieldsmedaillen-Gewinner Jean-Christophe Yoccoz.

## Schriften
- Herman: Sur le group des diffeomorphismes du tore, Colloque Internat. CNRS, Straßburg 1972, Annales Inst.Fourier Bd. 23, 1973, S. 75–86,
- Herman: Sur le groupe des diffeomorphismes R-analytiques du tore, Proc.Colloq. Dijon 1974, Lecturesnotes in Mathematics, Bd. 484, Springer 1975, S. 43–49
- Albert Fathi, Herman, Jean-Christophe Yoccoz (Herausgeber): „Dynamical Systems“ (Michael Herman Memorial Volume), Cambridge University Press, London Mathematical Society Student Series, 2006
- Herman „Some open problems in dynamical systems“, ICM 1998